# Bodø flygplats
Bodø flygplats (norska: Bodø lufthavn) är en flygplats i Bodø kommun i Norge. Flygplatsen ligger precis bredvid militärbasen Bodø huvudflygstation söder om Bodø. Flygplatsen är ett flygnav för regionala linjer där resenärer byter flyg till områden så som Helgeland, Lofoten och Vesterålen.

## Destinationer
Uppgifter från november 2009.

### Inrikes
| - Andenes (Widerøe) - Bergen (Widerøe) - Brønnøysund (Widerøe) - Harstad/Narvik (Widerøe) - Leknes (Widerøe) - Mo i Rana (Widerøe) - Mosjøen (Widerøe) | - Namsos (Widerøe) - Narvik (Widerøe) - Oslo (Norwegian, SAS) - Rygge (Norwegian) - Rørvik (Widerøe) - Røst (Widerøe) - Sandefjord (Widerøe) | - Sandnessjøen (Widerøe) - Stokmarknes (Widerøe) - Svolvær (Widerøe) - Tromsø (Norwegian, SAS) - Trondheim (SAS, Widerøe) - Værøy (Lufttransport) (Helikopter) |